# Libnotes veitchi
Libnotes veitchi là một loài ruồi trong họ Limoniidae. Chúng phân bố ở miền Australasia.